# Prix Fipresci Europejskiej Akademii Filmowej
Nagroda krytyków – Prix Fipresci przyznawana jest od 1993 r.

## Dotychczasowi zwycięzcy
- 1993 –  Benny’s Video / Michael Haneke
- 1994 –  Dziennik intymny / Nanni Moretti
- 1995 –  Spojrzenie Odyseusza / Teo Angelopoulos
- 1996 –  Przełamując fale / Lars von Trier
- 1997 –  Podróż do początku świata / Manoel de Oliveira
- 1998 –  (obecnie ) Beczka prochu / Goran Paskaljević
- 1999 –  Żegnaj, stały lądzie / Otar Ioseliani
- 2000 –  Chmury w maju / Nuri Bilge Ceylan
- 2001 –  Miasto jest spokojne / Robert Guédiguian
- 2002 –  Słodka szesnastka / Ken Loach
- 2003 –  Witaj, nocy / Marco Bellocchio
- 2004 –  Trylogia: płacząca łąka / Teo Angelopoulos
- 2005 –  Ukryte / Michael Haneke
- 2006 –  Zwyczajni kochankowie / Philippe Garrel
- 2007 –  Prywatne lęki w miejscach publicznych / Alain Resnais
- 2008 –  Tajemnica ziarna / Abdellatif Kechiche
- 2009 –  Tatarak / Andrzej Wajda
- 2010 –  Liban / Szemu’el Ma’oz